# Moscavide (stacja kolejowa)
Moscavide (port: Estação Ferroviária de Moscavide) – stacja kolejowa w Moscavide, w gminie Loures, w regionie Lizbona, w Portugalii. Znajduje się na Linha do Norte. Jest obsługiwana wyłącznie przez pociągi podmiejskie CP Urbanos de Lisboa, w tym przez Linha de Sintra i Linha da Azambuja.

## Historia
Odcinek między Lizboną i Carregado Linha do Norte został otwarty w dniu 28 października 1856. Jednak stacja została otwarta dopiero 17 grudnia 2003.

## Linie kolejowe
- Linha do Norte